# Трансатлантический телефонный кабель
Трансатлантический телефонный кабель (англ. transatlantic telephone cable) — подводный коммуникационный кабель для передачи телефонного сигнала и данных, проложенный по дну Атлантического океана.

## История

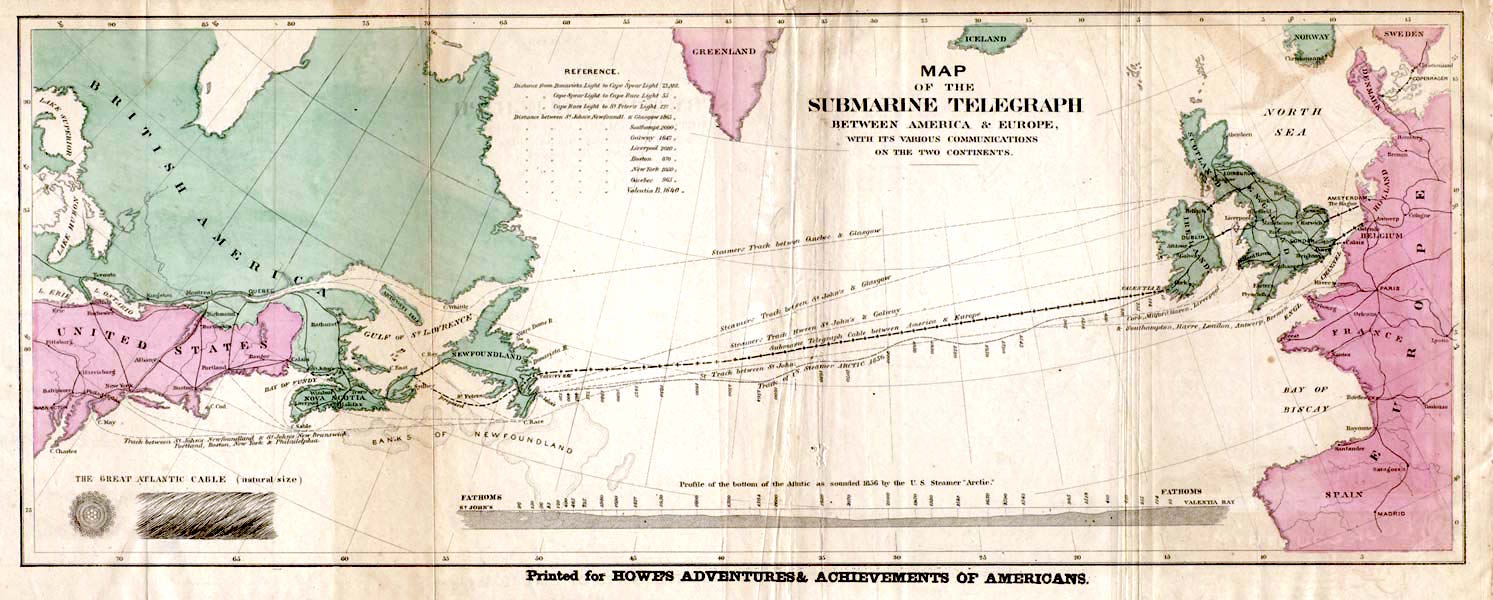
Первый трансатлантический телеграфный кабель

До прокладки телефонных трансатлантических кабелей связь между Европой и Америкой осуществлялась (с 1927 года) путём длинноволновой радиосвязи. Стоимость услуги составляла 9 фунтов стерлингов за 3 минуты. Подобным образом осуществлялось около 2000 разговоров в год.
Первый трансатлантический телеграфный кабель был проложен ещё в XIX веке. К 1919 году число кабелей достигло 13, и большинство из них принадлежало Великобритании.

## Первые трансатлантические телефонные кабели
Прокладка трансатлантического телефонного кабеля начала обсуждаться ещё в 1920 году, однако практическая необходимость в нём появилась лишь в конце 1940-х годах.
- Первый трансатлантический телефонный кабель TAT-1 был проложен между городами Обаном (Шотландия) и Кларенвиллем (Ньюфаундленд) в течение 1955—1956 годах и введён в эксплуатацию 25 сентября 1956 года. Он содержал 36 независимых каналов передачи речи с полосой пропускания 4 кГц и 51 усилитель, расположенных на расстоянии 70 км друг от друга. За первые 24 часа с его помощью было совершено 588 звонков Лондон — США и 118 — Лондон — Канада. В скором времени количество каналов было увеличено до 48, а полоса пропускания сузилась до 3 кГц. В 1978 году TAT-1 был отключён.
- Второй трансатлантический телефонный кабель ТАТ-2 был введён в эксплуатацию 22 сентября 1959 года. Благодаря технологии мультиплексирования каналов путём использования естественных пауз в разговоре (TASI[англ.]) число каналов в нём было доведено до 87. При использовании этой технологии клиенту выделялся канал только в те моменты, когда он действительно говорил.
- Третий трансатлантический телефонный кабель TAT-3, соединявший Великобританию и Нью-Джерси был проложен в 1963 году и был основан на коаксиальном кабеле и включавшим в себя 138 голосовых каналов, способных поддерживать 276 одновременных соединений, что, однако, потребовало уменьшить расстояние между усилителями до 37 км.
- Первый трансатлантический волоконно-оптический кабель TAT-8 был проложен в 1988 году. Практически все современные трансатлантические кабели создаются на базе оптических каналов и оснащаются волоконно-оптическими усилителями EDFA.

## Хронологическая таблица
| Название кабеля | В эксплуатации | Начальное число каналов | Окончательное число каналов | Начало             | Конец            |
| TAT-1           | 1956—1978      | 36                      | 48                          | Шотландия          | Ньюфаундленд     |
| TAT-2           | 1959—1982      | 48                      | 72                          | Франция            | Ньюфаундленд     |
| CANTAT-1        | 1961—1986      | 80                      | —                           | Ньюфаундленд       | Шотландия        |
| TAT-3           | 1963—1986      | 138                     | 276                         | Англия             | Нью-Джерси       |
| TAT-4           | 1965—1987      | 138                     | 345                         | Франция            | Нью-Джерси       |
| TAT-5           | 1970—1993      | 845                     | 2112                        | Род-Айленд         | Испания          |
| BRACAN I        | 1973           | —                       | —                           | Испания            | Бразилия         |
| PENCAN I        | 1973           | —                       | —                           | Испания            | Бразилия         |
| CANTAT-2        | 1974—1992      | 1 840                   | —                           | Новая Шотландия    | Англия           |
| TAT-6           | 1976—1994      | 4 000                   | 10 000                      | Род-Айленд         | Франция          |
| TAT-7           | 1978—1994      | 4 000                   | 10 500                      | Нью-Джерси         | Англия           |
| TAT-8           | 1988—2002      | 3 × 20 Мбит/с           | —                           | США                | Франция          |
| PTAT-1          | 1989—2004      | 3 × 140 Мбит/с          | —                           | Бермудские острова | Ирландия/Англия  |
| TAT-9           | 1992—2003      | 80 000                  | —                           | США                | Испания          |
| TAT-10          | 1992—2003      | 2 × 565 Мбит/с          | —                           | США                | Норден, Германия |
| TAT-11          | 1993—2003      | 2 × 565 Мбит/с          | —                           | США                | Франция          |
| CANTAT-3        | 1994—2010      | 2 × 2,5 Гбит/с          | —                           | Канада             | Германия         |
| TAT-12/13       | 1996—2008      | 2 × 5 Гбит/с            | —                           | США                | Англия/Франция   |
| TAT-14          | 2001—2020      | 3,2 Тбит/с              | —                           | США                | Норден, Германия |